# Morro Bay
Pour les articles homonymes, voir Morro.
Cet article concerne la ville. Pour la bande dessinée, voir Morro Bay (bande dessinée).
Morro Bay est une ville du comté de San Luis Obispo, en Californie, États-Unis. La ville est célèbre pour son neck volcanique nommé Morro Rock.

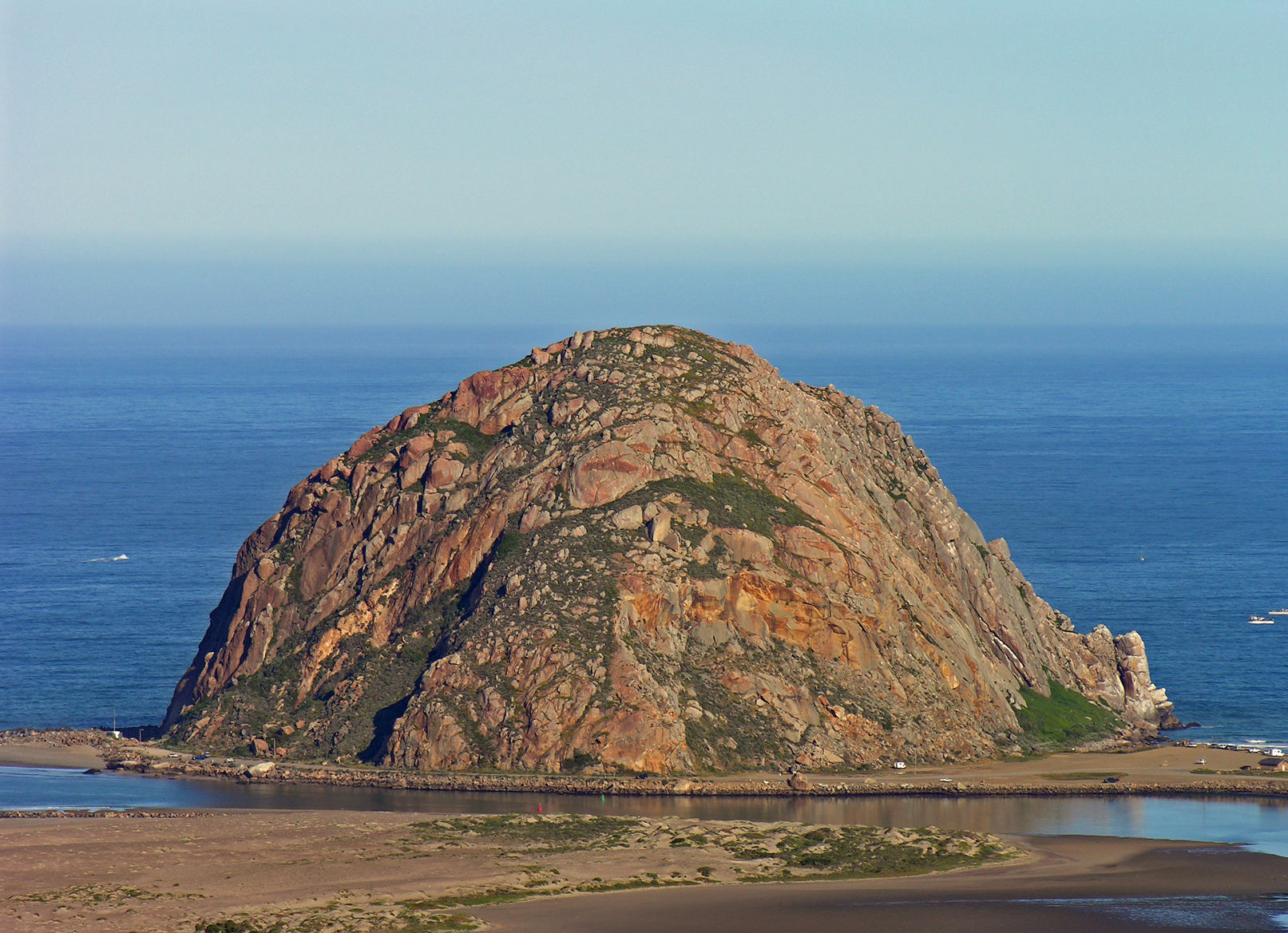
Morro Rock.

## Dans la culture populaire
La bande dessinée Morro Bay (2005) tire son nom de cette ville californienne où se déroule l'histoire.
Dans le film d'animation Le Monde de Dory (2016), l'Institut de biologie marine (fictif) qui sert de cadre principal à l'histoire se situe à Morro Bay. Le pack aventure Le monde de Dory du jeu vidéo Disney Infinity 3.0 se passe dans le même Institut de biologie marine du film.
Dans le jeu vidéo GTA San Andreas, elle apparait sous le nom de Angel Pine. Elle réapparaît dans GTA 5 mais cette fois sous le nom de Paleto Bay.
Elle est aussi l'emplacement de la mégapole Night City dans le jeu Cyberpunk 2077.

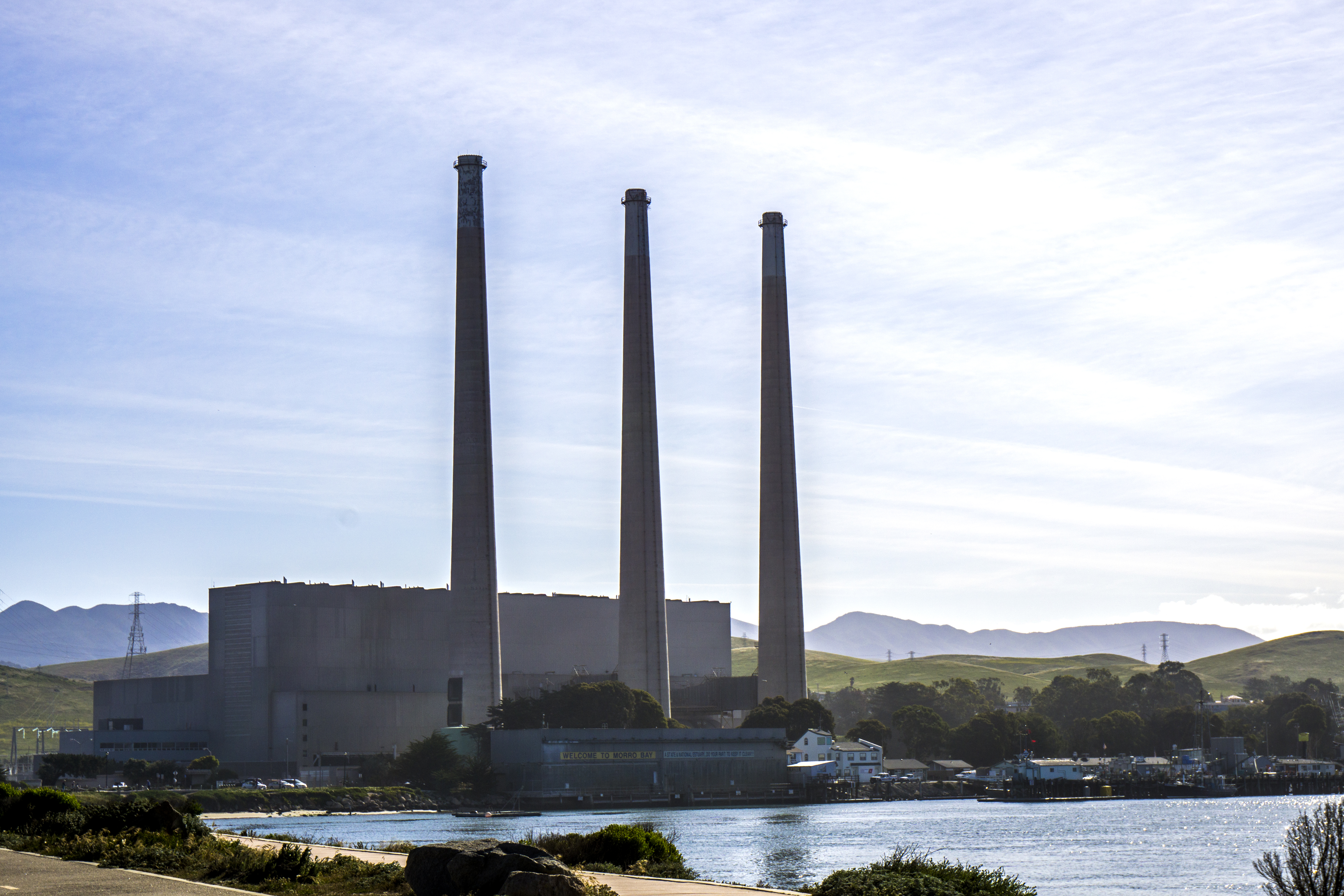
Centrale électrique de Morro Bay.

## Démographie
| 1950  | 1960  | 1970  | 1980  | 1990  | 2000   |
| ----- | ----- | ----- | ----- | ----- | ------ |
| 1 659 | 3 692 | 7 109 | 9 064 | 9 664 | 10 350 |

| 2010   | - | - | - | - | - |
| ------ | - | - | - | - | - |
| 10 234 | - | - | - | - | - |